# Ironman 70.3 South Africa
Der Ironman 70.3 South Africa ist ein Triathlon-Bewerb der Ironman-70.3-Serie in Südafrika.

## Organisation
2004 war in Port Elizabeth der „Half-Ironman South Africa“ als Vorläuferveranstaltung des Ironman South Africa veranstaltet worden.

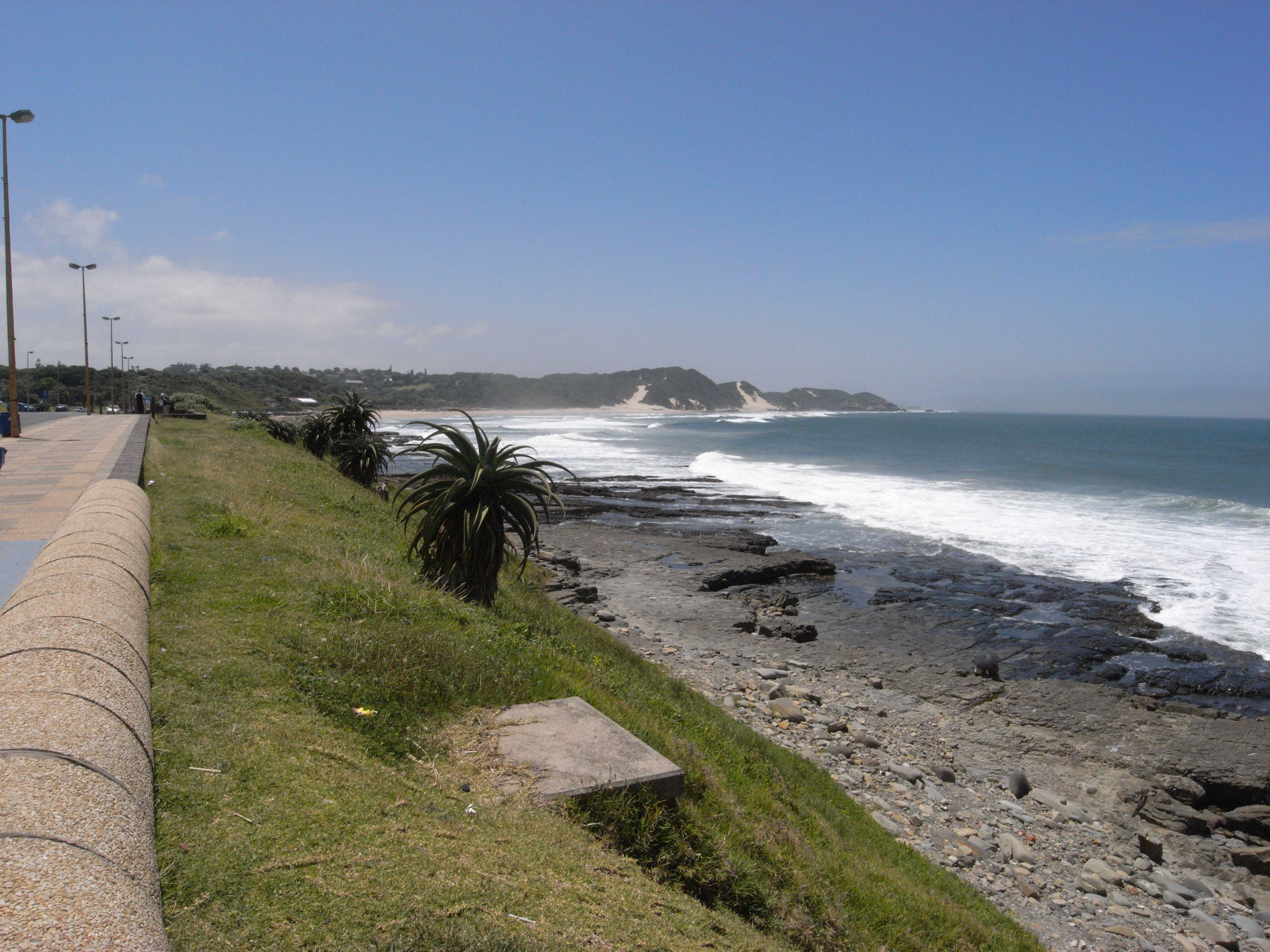
Uferstraße in East London am Indischen Ozean

Diese Sportveranstaltung fand seit 2008 als Ironman 70.3 jährlich im Januar in East London in der Metropolgemeinde Buffalo City statt. Bei diesem Bewerb sind für die Athleten 1,9 km Schwimmen, 90 km Radfahren und 21,1 km Laufen zu bewältigen. 
Gegenüber noch etwa 1000 Startern im Jahr 2009 hatte sich die Teilnehmerzahl 2010 auf etwa 2000 Starter verdoppelt. Die Britin Jodie Swallow konnte das Rennen hier bereits sieben Mal gewinnen.
Seit 2022 gibt es den Ironman 70.3 Mossel Bay.

## Siegerliste
Ironman 70.3 Mossel Bay
| N ° | Datum/Jahr    | Männer            | Männer         | Männer                 | Frauen                 | Frauen          | Frauen              |
| N ° | Datum/Jahr    | Erster Platz      | Zweiter Platz  | Dritter Platz          | Erster Platz           | Zweiter Platz   | Dritter Platz       |
| --- | ------------- | ----------------- | -------------- | ---------------------- | ---------------------- | --------------- | ------------------- |
| 3   | 17. Nov. 2024 | Matthew Ralphs    | James McCallum | Julen Lopetegui Garcia | Mariella Sawyer        | Hanni Van Wyk   | Vicky Van Der Merwe |
| 2   | 19. Nov. 2023 | Javier Gómez Noya | Matt Trautman  | Nicholas Quenet        | Emma Pallant-Browne 2- | Magda Nieuwoudt | Eloise Du Luart     |
| 1   | 6. Nov. 2022  | Bradley Weiss     | Matt Trautman  | Cameron MacNair        | Emma Pallant-Browne    | Magda Nieuwoudt | Julie Aspesletten   |

Den Streckenrekord hielt seit 2016 der Südafrikaner Matt Trautman mit 4:01:52 h, bis dieser im Januar 2019 bei der zwölften Austragung von seinem Landsmann Bradley Weiss auf 3:53:50 h verbessert wurde.

Bei den Frauen verbesserte die Südafrikanerin Annah Watkinson 2019 die schnellste Zeit auf 4:21:14 Stunden.
| N ° | Datum/Jahr    | Männer                 | Männer                  | Männer               | Frauen                 | Frauen              | Frauen            |
| N ° | Datum/Jahr    | Erster Platz           | Zweiter Platz           | Dritter Platz        | Erster Platz           | Zweiter Platz       | Dritter Platz     |
| --- | ------------- | ---------------------- | ----------------------- | -------------------- | ---------------------- | ------------------- | ----------------- |
| 14  | 5. Sep. 2021  | Matt Trautman -5- (SR) | James Mccallum          | Michael Ferreira     | Natia Van Heerden (SR) | Mariella Sawyer     | Christine Harding |
| 13  | 26. Jan. 2020 | Matt Trautman -4-      | Bradley Weiss           | Henri Schoeman       | Flora Duffy            | Emma Pallant        | Nicole Jade       |
| 12  | 27. Jan. 2019 | Bradley Weiss          | Matt Trautman           | James Cunnama        | Annah Watkinson        | Emma Pallant        | Jade Roberts      |
| 11  | 28. Jan. 2018 | Matt Trautman -3-      | Kenneth Vandendriessche | Evert Scheltinga     | Jeanni Seymour         | Emma Pallant        | Judith Vaquera    |
| 10  | 29. Jan. 2017 | Romain Guillaume       | James Cunnama           | Kyle Buckingham      | Jodie Cunnama -7-      | Susie Cheetham      | Agnieszka Jerzyk  |
| 09  | 24. Jan. 2016 | Matt Trautman -2-      | Kyle Buckingham         | James Cunnama        | Jodie Swallow -6-      | Astrid Stienen      | Annah Watkinson   |
| 08  | 25. Jan. 2015 | Matt Trautman          | Stuart Marais           | Bart Aernouts        | Jodie Swallow -5-      | Susie Cheetham      | Parys Edwards     |
| 07  | 26. Jan. 2014 | James Cunnama          | Will Clarke             | Romain Guillaume     | Jodie Swallow -4-      | Lucie Reed          | Simone Brändli    |
| 06  | 20. Jan. 2013 | Bart Aernouts          | Ronnie Schildknecht     | Tim Don              | Jodie Swallow -3-      | Susie Hignett       | Lucie Reed        |
| 05  | 22. Jan. 2012 | Marino Vanhoenacker    | Ronnie Schildknecht     | Domenico Passuello   | Jodie Swallow -2-      | Lucie Zelenková     | Tine Deckers      |
| 04  | 23. Jan. 2011 | Frederik Van Lierde    | James Cunnama           | Alessandro Degasperi | Jodie Swallow          | Tine Deckers        | Mari Rabie        |
| 03  | 17. Jan. 2010 | Fraser Cartmell        | James Cunnama           | Brad Storm           | Mari Rabie             | Sandra Wallenhorst  | Lucie Zelenková   |
| 02  | 18. Jan. 2009 | Raynard Tissink -2-    | Fraser Cartmell         | Konstantin Bachor    | Lucie Zelenková        | Heleen bij de Vaate | Claire Kinsley    |
| 01  | 13. Jan. 2008 | Raynard Tissink        | Frederik Van Lierde     | Fraser Cartmell      | Desirée Ficker         | Heidi Jesberger     | Lucie Zelenková   |

Im März 2004 wurde als Vorgängerveranstaltung der Spec-Savers Half-Ironman in Port Elizabeth ausgetragen.
| Datum/Jahr    | Männer       | Männer          | Männer        | Frauen        | Frauen               | Frauen          |
| Datum/Jahr    | Erster Platz | Zweiter Platz   | Dritter Platz | Erster Platz  | Zweiter Platz        | Dritter Platz   |
| ------------- | ------------ | --------------- | ------------- | ------------- | -------------------- | --------------- |
| 21. März 2004 | Timo Bracht  | Raynard Tissink | Gilles Reboul | Kathleen Smet | Edith Niederfriniger | Heidi Jesberger |